# 金戸覚
金戸 覚（かねと さとる、1966年8月25日 - ）は、日本のベーシスト。FTK&K、B.F.I.メンバー。GRAPEVINEのサポートメンバー。元WILLIES APPLE、元JOHN BRIEFメンバー。愛媛県出身。

## 来歴
宇和島市出身。愛媛県立松山北高等学校、駒澤大学卒業。A型。
2001年にGRAPEVINE元ﾘーダー西原誠が休養時のライブ「Whitewood」に参加。西原脱退後の2003年のツアー以降、再びサポートとしてバンドの作品及びライブに参加。
2002年、FTK&K（エフティーケー・アンド・ケー）を結成。リリースはせず、ライブのみで活動。演奏曲すべてがカバー（主に洋楽）である。
寺岡呼人や玉木宏、柳田久美子、門田匡陽などのライブやレコーディングにも参加している。